# Leif Blomquist
Leif Blomquist, född 1941, är en svensk arkitekt.
Han har arkitektexamen från Kungl.tekniska högskolan (KTH) år 1965 och från Kungl. konsthögskolan (KKH) år 1969. Han var verksam vid Stockholms stadsbyggnadskontor under åren 1965–2005 med avbrott för biståndsarbeten i Costa Rica, Nicaragua och El Salvador.
Bland de projekt som han var planarkitekt för kan nämnas Hjulsta på Södra Järvafältet, kvarteret Dalen i Enskede, Skarpnäcksfältet och upprustning av Hammarbyhöjden. Han deltog även i tidiga stadier i planeringen av Hammarby Sjöstad och området från Gasverket till Värtahamnen. Bland planprojekten i innerstan var bland annat bostadshus vid Oxtorget, Sergelgatan och Tegnérlunden, inkapsling med bostäder av parkeringshuset i kvarteret Wahrenberg, bostäder hotell och kontor vid Norra Bantorget samt ny bebyggelse vid och ombyggnad av Skatteskrapan. Vidare kan nämnas upprustning av kajer på Skeppsbron, vid Logården och Strandvägen samt omdaning av Mynttorget och initiativtagare till Jan Gehls utredning om bättre fotgängarmiljöer i Stockholms city. Leif Blomquist var idégivare och planerare i Slussens omvandling.
Åren 2005–2007 var han verksam i Libyen, anställd av ingenjörsfirman WSP i ett stadsplaneringsarbete.